# Ba’eda Mariam II.
Ba’eda Mariam II. war vom 15. April bis Dezember 1795 Negus Negest (Kaiser) von Äthiopien. Er war womöglich der Sohn von Salomon II. Ba’eda Mariam gelangte durch Ras Wolde Gabriel auf den Thron und wurde am 18. Mai 1795 in Aksum gekrönt. Der Reisende Henry Salt verzeichnet ihn unter den Kaisern, die bei seinem Besuch im nördlichen Äthiopien 1809/1810 noch am Leben waren.
E. A. Wallis Budge zufolge vertreten einige Gelehrte die Auffassung, dass es sich bei Ba’eda Mariam um dieselbe Person wie Salomon III. handelt.